# Handball Club Inter Herstal
Ne pas confondre avec le Jeunesse Sportive Herstal et le HC Herstal, deux autres clubs herstalien de handball
Dernière mise à jour : 20 janvier 2022.
Le HC Inter Herstal est un ancien club de handball belge, il était basé dans la ville de Herstal, près de Liège.
Club historique du handball belge des années 1960 et 70, le club réalisa deux grands exploits, à savoir, la Coupe de Belgique en 1967 et le titre de Champion de Belgique conquit lors de la saison 1970/1971.

## Histoire
| Division   | Nombres de saisons | Saisons                                                          |
| ---------- | ------------------ | ---------------------------------------------------------------- |
| Division 1 | 6                  | 1968/1969, 1969/1970, 1970/1971, 1971/1972, 1972/1973, 1973/1974 |

### 1963-1968: Les débuts
Fondé en 1963 par une poignée d'enseignants, le HC Inter Herstal intègre bien vite la division 2.
Alors emmené par Jean Namotte, le capitaine, le club réalise un tout gros exploit en 1967.
En effet, la saison 1966/1967 fut la première saison où le club participe à la Coupe de Belgique. (celle-ci n'avait plus été organisé depuis 1963, pour cause de non intérêt) Une campagne lors de laquelle le club parvient à se hisser en finale de la Coupe. Alors se trouvant en division 2, le HC Inter Herstal se voit affronter une des grosses cylindrés de la Division 1, les anversois du KV Sasja HC Hoboken.
La finale fut d'autant plus surprenante que l'arrivée de ces Liégeois en finale étant donné que le HC Inter Herstal décrocha son tout premier sacre en s’imposant 21 à 17.

### 1968-1974: La grande période
C'est en toute logique que le vainqueur de la Coupe de Belgique, intègre à l'issue de la saison 1967/1968 l'élite du handball belge et rejoint leur voisin de la JS Herstal.
Une division 1 où le club parvient à se maintenir terminant à une très belle sixième place et très vite, les armuriers deviennent une valeur sûre du handball belge à tel point qu'il s'approprie le titre de Champion de Belgique puisque lors de la saison 1970/1971, avec 36 points, quatre de plus que leur dauphin du KV Sasja HC Hoboken.
Le KV Sasja HC Hoboken qui fut lors de cette saison, un concurrent direct de l'Inter, puisque ces deux formations se rencontrèrent pour un match décisif vers la fin du championnat, un choque où l'arbitrage fut très contesté par les anversois à l'image de Sus Weyn, l'emblématique joueur et fondateur du KV Sasja HC Hoboken qui alla jusqu'à jeter le sifflet de l'arbitre dans la prairie avoisinante mais.
Un sacre qui fut synonyme pour le club mosan, de premier pas sur la scène européenne.
Ainsi, directement qualifié pour le deuxième tour de la Coupe des clubs champions, le HC Inter Herstal se retrouve confronté aux suédois de l'IK Hellas Stockholm, club professionnelle.
Et c'est en tout logique que Herstal s'incline lors des deux rencontres sur un total de 24 à 54 (15-25;9-29).

### Après 1974: Descente aux enfers
La saison suivante, le HC Inter Herstal ne réussit pas à garder son titre, décroché par le SK Avanti Lebbeke mais ce fut un après titre compliqué pour l'Inter qui termine en bas du classement mais se sauve de justesse, lors de la saison 1972/1973 et malgré une bonne remonté lors de la saison 1973/1974, terminant neuvième sur quinze, le club se fait reléguer administrativement.
Ainsi en 1974, le HC Inter Herstal disparaît en fusionnant avec l'équipe de handball de Université de Liège, l'Université qui jouera les prochaines saisons sous le nom de Inter Université de Liège Herstal ou plus communément Inter Unif.

## Parcours
| Saison    | Division    | Rang        | Coupe     |
| --------- | ----------- | ----------- | --------- |
| 1963-1964 | Provinciale |             | ?         |
| 1964-1965 | ?           | ?           | ?         |
| 1965-1966 | ?           | ?           | ?         |
| 1966-1967 | ?           | ?           | Vainqueur |
| 1967-1968 | ?           | ?           | ?         |
| 1968-1969 | Division 1  | 5e/6e       | ?         |
| 1969-1970 | Division 1  | ?           | ?         |
| 1970-1971 | Division 1  | 1           | ?         |
| 1971-1972 | Division 1  | ?           | ?         |
| 1972-1973 | Division 1  | 10e/11e/12e | ?         |
| 1973-1974 | Division 1  | 9e          |           |

## Palmarès
Le tableau suivant récapitule les performances du Handball Club Inter Herstal dans les diverses compétitions belges et européennes.
| Compétitions nationales                                                                             |
| - Championnat de Belgique (1) - Premier : 1970/1971 - Coupe de Belgique (1) - Vainqueur : 1966/1967 |

## Records personnelles
Le HC Inter Herstal:
- évolua 6 saisons en division 1
- fut Champion de Belgique en 1971.
- fut le premier club ne se trouvant pas en division 1 à remporter la Coupe de Belgique.
- joua deux matchs en Coupe d'Europe.

## Campagne européenne
| Saison    | Compétition               | Manche        | Date Aller | Club             | Aller | Total | Retour | Club                | Date Retour |
| --------- | ------------------------- | ------------- | ---------- | ---------------- | ----- | ----- | ------ | ------------------- | ----------- |
| 1971-1972 | Coupe des clubs champions | Deuxième tour | 17/11/1971 | HC Inter Herstal | 15-25 | 24-52 | 9-27   | IK Hellas Stockholm | 23/11/1971  |

### Clubs rencontrés en Coupe d'Europe
- IK Hellas Stockholm

## Anciens joueurs
- Jean Namotte
- Pierre (Pierrot) Berken
- Joseph Janssens
- Emil Drion
- Ferry Lambrecht
- Léon Thonon
- Henri Walkenhuizen
- Roland Brulmans
- Henri Stassart
- Pierre Gillet
- André Deom
- George Dantinne
- Pierre Jans
- Enzo Gianotti
- Jean-Marie Valkeners[7]